# カムデン・タウン駅
カムデン・タウン駅（カムデン・タウンえき、英語：Camden Town tube station）はロンドン地下鉄ノーザン線の駅である。当駅はノーザン線の4方向の路線が乗り入れる主要駅で、ロンドン地下鉄の中でも最も利用客の多い駅のひとつである。週末にカムデン・マーケットが開かれる際には混雑が特に激しくなり、危険防止のため改札制限が行われることもある。
当駅の隣にはチョーク・ファーム駅とケンティッシュ・タウン駅が、南隣にはモーニントン・クレセントとユーストン駅があり、当駅はトラベルカード・ゾーン2に含まれる。

## 歴史
当駅はチャリングクロス・ユーストン・アンド・ハムステッド鉄道（Charing Cross, Euston and Hampstead Railway、CCE&HR）開業時に設置された駅のひとつとして1907年6月22日に開業した。南から伸びてきたチャリングクロス・ユーストン・アンド・ハムステッド鉄道の路線は当駅でハムステッド方面とハイゲート方面に分かれるため、当駅は独特のV形の構造となっている。ハムステッドへの路線はチョーク・ファーム・ロードの、ハイゲートへの路線はケンティッシュ・タウン・ロードのそれぞれ下に建設された。工事期間中に支障する建物の持ち主への補償を最小限とするため駅構造物を道路の下に構築したが、道路の幅が狭かったために両方向とも南行ホームの上に北行ホームがある2層構造となった。
V字形構造の頂点部では平面で交差することなく南側から来た列車が北側のどちらの支線にも乗り入れられ、かつ、北側から来た列車がどちらの支線からであっても南側に直通できるようにされたため、4本のトンネルが建設された。さらに、シティ・アンド・サウス・ロンドン鉄道（City & South London Railway、C&SLR）がチャリングクロス・ユーストン・アンド・ハムステッド鉄道の親会社であるロンドン地下電気鉄道に買収された際、シティ・アンド・サウス・ロンドン鉄道の路線がユーストンからカムデン・ハイ・ストリートの下を通って当駅まで延伸され、両社の路線が接続された。南から当駅に乗り入れたシティ・アンド・サウス・ロンドン鉄道からの列車も平面で交差をせずに北の二つの支線に乗り入れできるよう改築されたため、当駅の構造は大変複雑なものとなった。
両社の路線が統合されてノーザン線となって北の2支線と南の2支線の間相互の列車が設定された上、当時はホームに次の列車の行く先を知らせる装置が設置されていなかったため、乗客は次の列車が自分の目的地に行く列車か判断できず、混乱をきたしたとされている。
エレベーターと非常用階段はVの字の真ん中にあたる場所に設置され、そこから4つのホームに至る、ホームへの行き来でそれぞれ1本、計8本の通路が設けられた。後年、混雑緩和のため、駅舎と北側に設けられた踊り場の間をエスカレーターで結び、2つの北行ホームへの各2本の通路と、北行ホームから南行ホームに降りる通路が設けられた。この改築で使われなくなったエレベーター用の竪穴のうち1つは換気用に転用された。
駅舎西側は1940年に爆撃で破壊されたが、完全には修築されないまま現在にいたっている。

## 改築計画
当駅は週末にカムデン・マーケットとカムデン・ハイ・ストリートを訪れる観光客で混雑し、日曜日には改札制限が行われることもあるほか、土曜日の混雑も激しくなってきている。混雑緩和のため、ロンドン交通局は駅の改築案を発表したが、駅周辺の建造物を解体する必要があったことから反対運動がおこり、2005年に計画は取り下げられている。
2013年、ロンドン交通局はこれとは別の、2018年着工、2025年完成予定の駅改築計画を発表した

## 接続

### 他の鉄道路線
ロンドン・オーバーグラウンドのストラトフォード、ハッキニー・セントラル、ゴスペル・オーク駅、リッチモンド方面の列車が発着するカムデン・ロード駅が当駅北にある。

### バス路線
ロンドンバス24、27、29、31、88、134、168、214、253、274、C2、深夜バスN5、N20、N28、N29、N31、N253、N279が当駅を経由し、46が当駅付近を通過する。

## 駅周辺
当駅を含む8つの駅には駅の下に防空壕が設けられている。防空壕への入り口はバック・ストリートとアンダーヒル・ストリートにある。
- カムデン・タウン（英語版）
- チョーク・ファーム（英語版）
- ケンティッシュ・タウン（英語版）
- リージェンツ・パーク
- ロンドン動物園
- サマース・タウン（英語版）

## ギャラリー

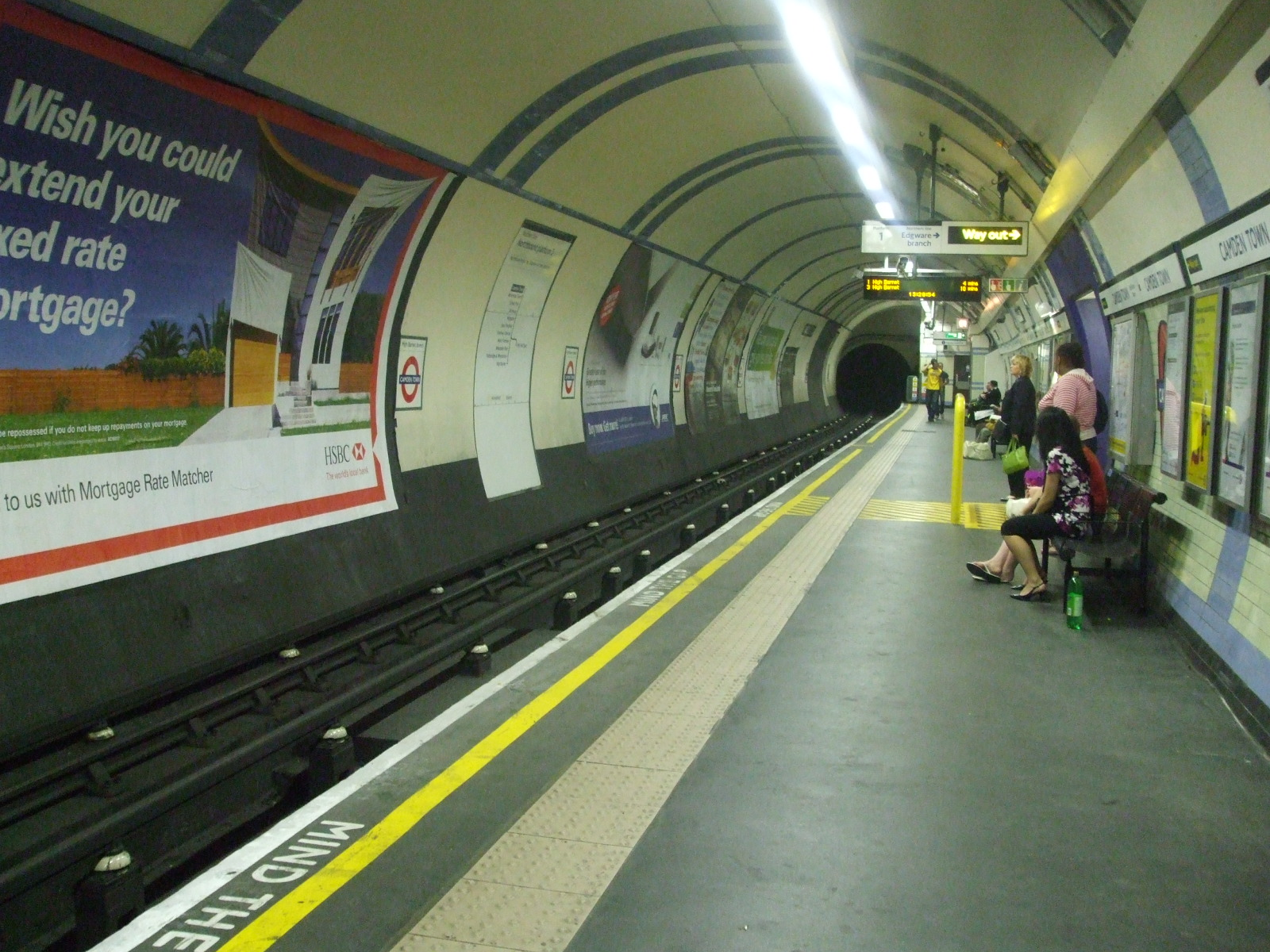
ハイ・バーネット支線の北行きホーム。南を見る
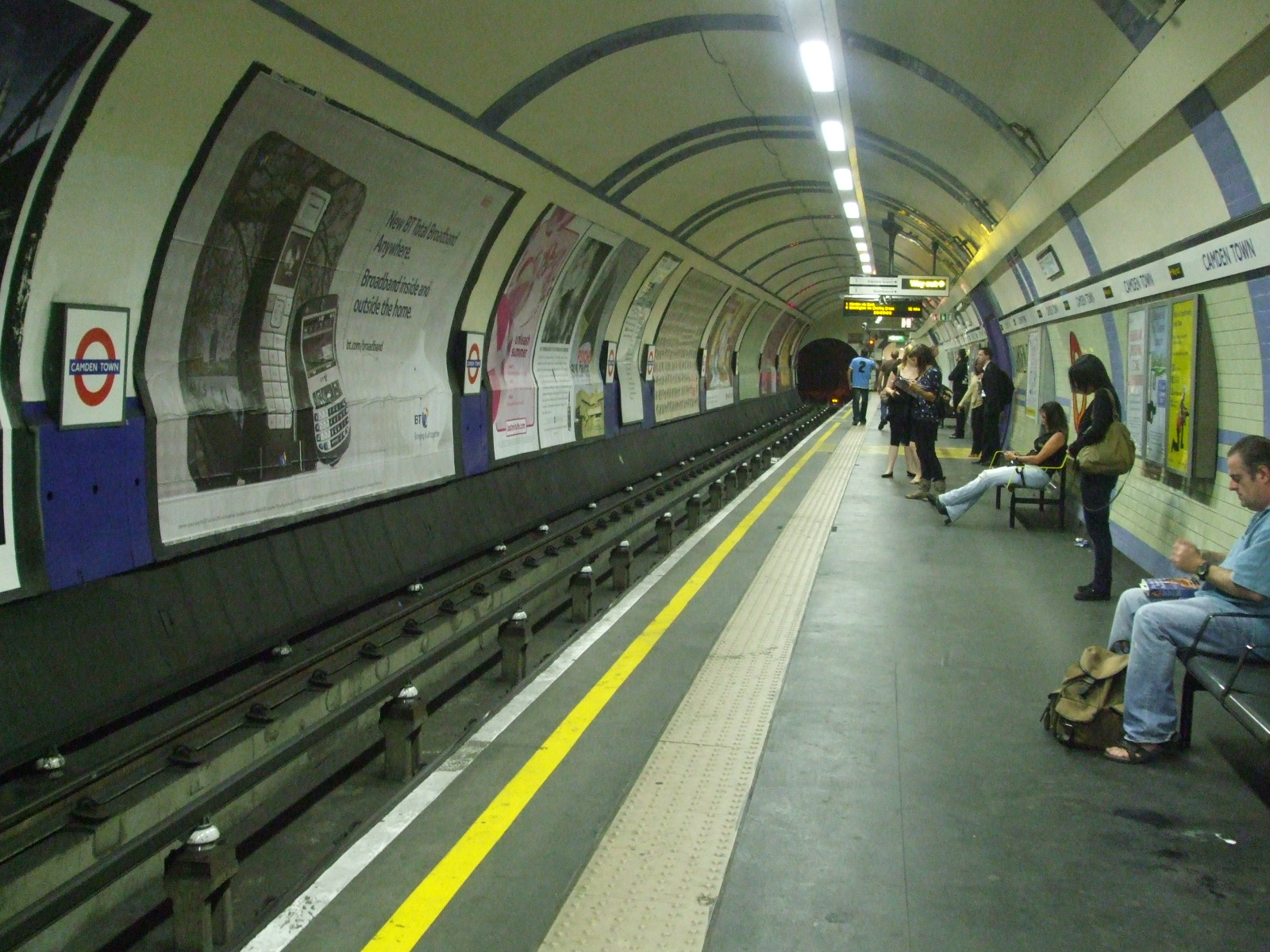
ハイ・バーネット支線の南行きホーム。南を見る
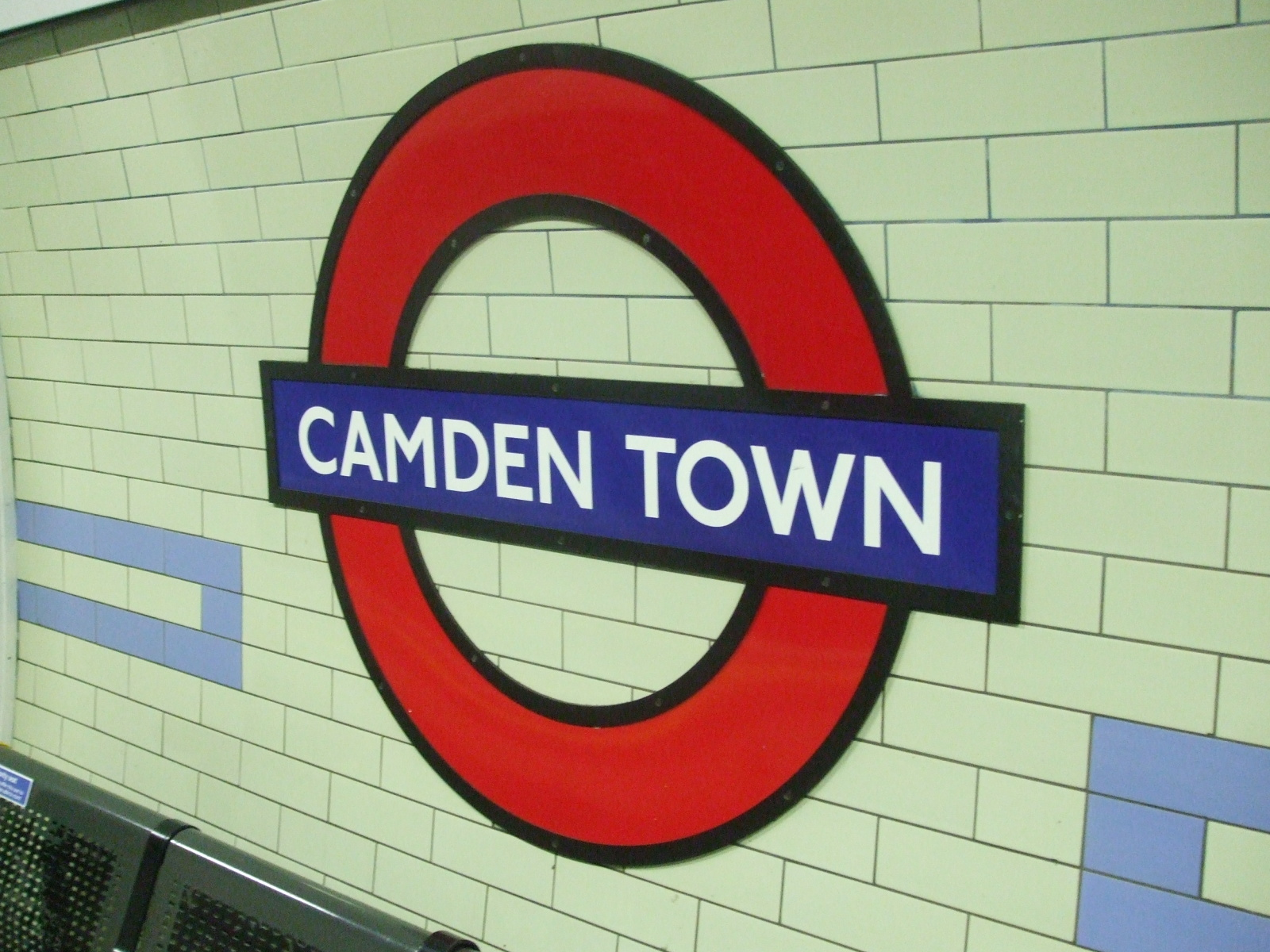
ハイ・バーネット支線北行ホームの駅名標
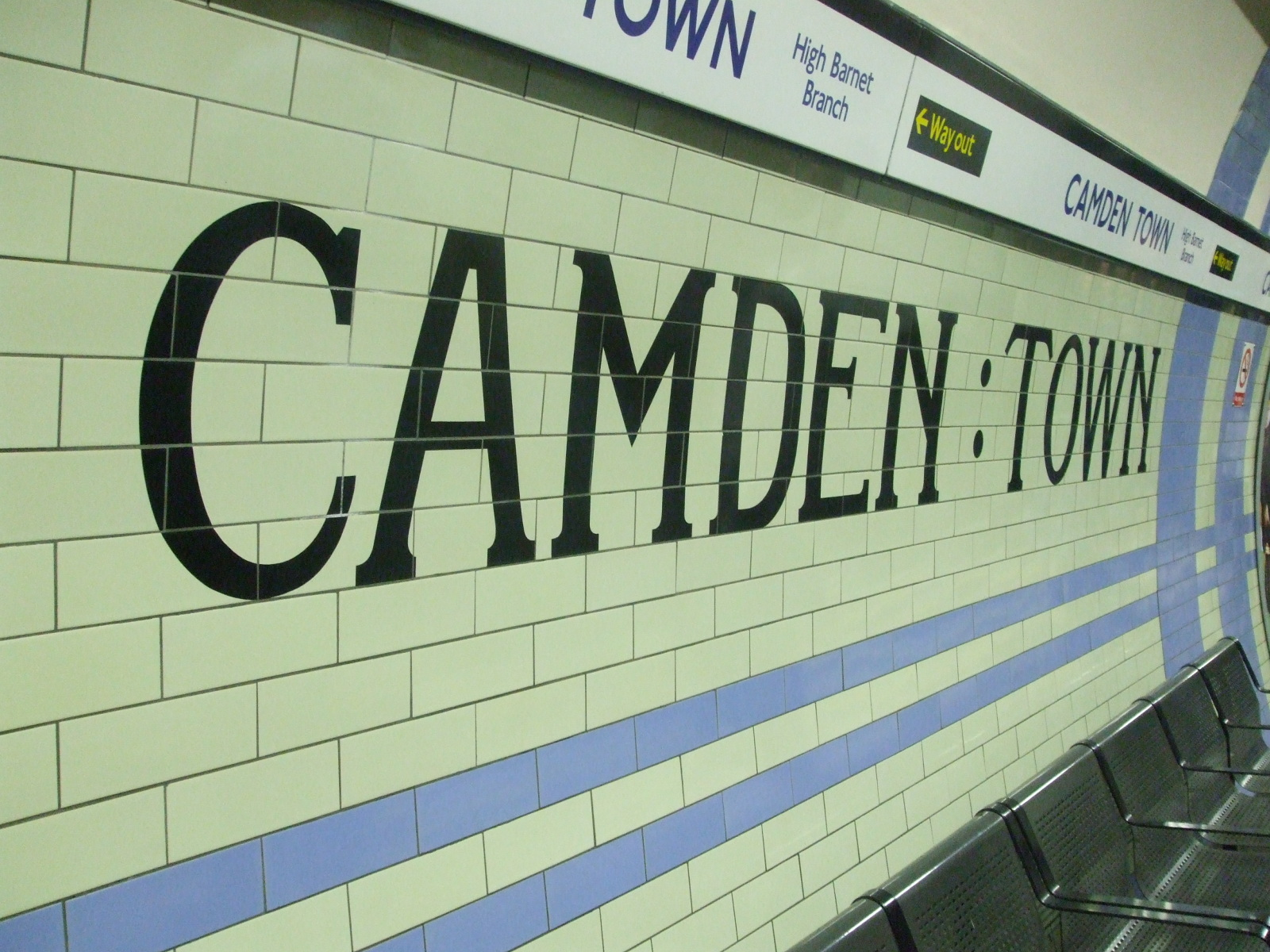
ハイ・バーネット支線北行きホーム壁のタイルに書かれた開業時からの駅名標m
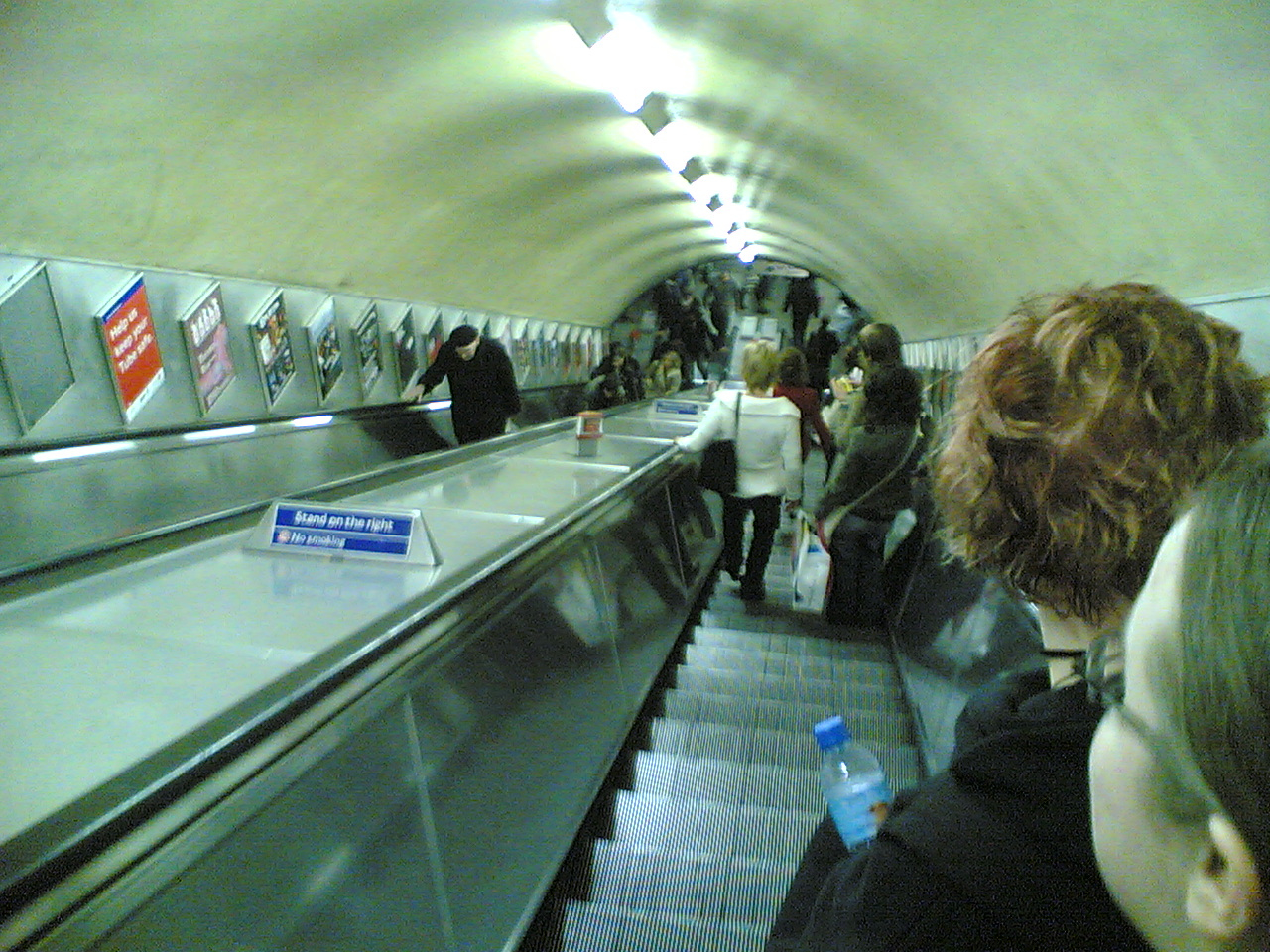
ホームへのエスカレーター
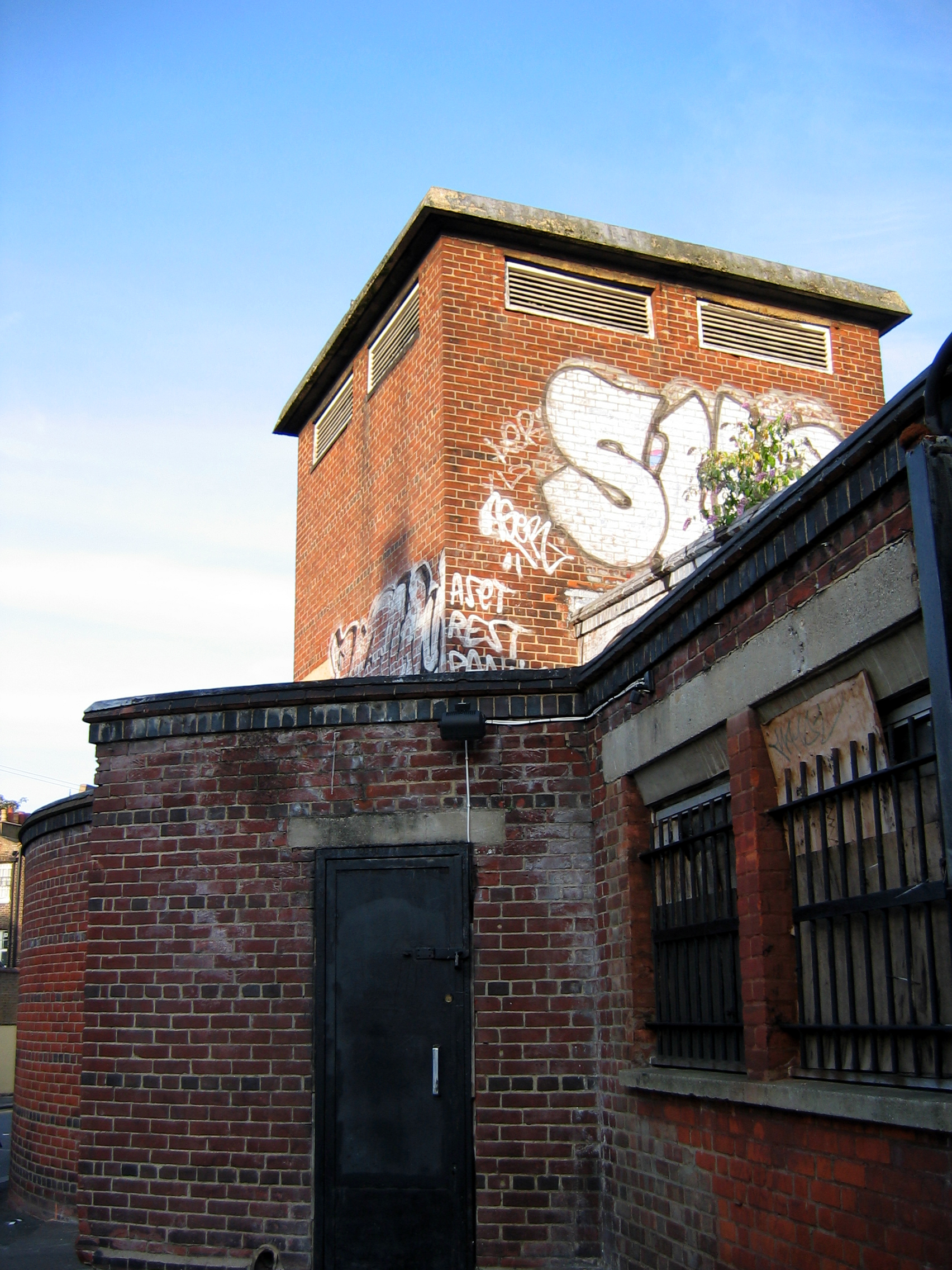
防空壕への入り口のひとつ